# Tremplins Giuseppe-Dal-Ben
Les tremplins Giuseppe Dal Ben, ou stade de saut Giuseppe Dal Ben, en italien Trampolini Giuseppe Dal Ben ou Stadio del salto Giuseppe Dal Ben, sont des tremplins de saut à ski situés à Predazzo en Italie.

## Historique
Les premiers tremplins construits sur ce site datent de 1984, il s'agit d'un K35 et d'un K62.
Les travaux des gros tremplins de 106 et 134 mètres débutent en 1988, l'inauguration a lieu en 1989, et la première Coupe du monde de saut à ski a lieu en 1990.
L'année suivante, c'est sur ces tremplins que se déroulent les épreuves de saut à ski et de combiné nordique des Championnats du monde de ski nordique 1991.

## Homologation
Les deux plus gros tremplins du site Giuseppe dal Ben sont homologués par la Fédération internationale de ski, leurs certificats sont valables jusqu'au 31 décembre 2016 :
- le « tremplin normal » porte la dénomination « W 95 » et le numéro « 285 ITA 8 », sa taille exacte est de 105,65 mètres soit HS 106, pour un point K à 95,00 mètres et un point P à 84,66 mètres[1] ;
- le « gros tremplin » porte la dénomination « W 120 » et le numéro « 286 ITA 9 », sa taille exacte est de 133,90 mètres soit HS 134, pour un point K à 120,00 mètres et un point P à 103,40 mètres[2].

## Photos

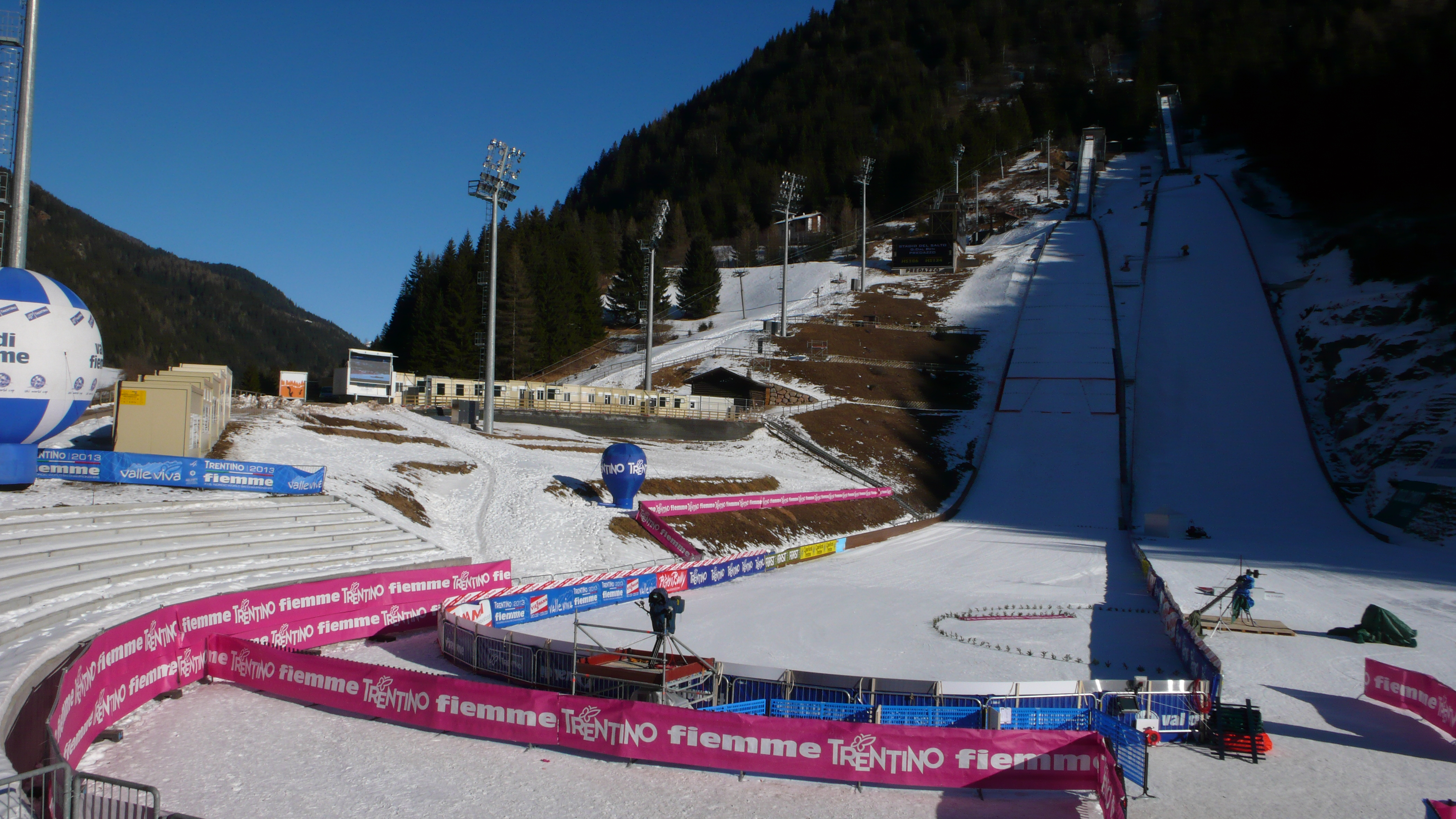
Les tremplins lors de la Coupe du Monde féminine 2012
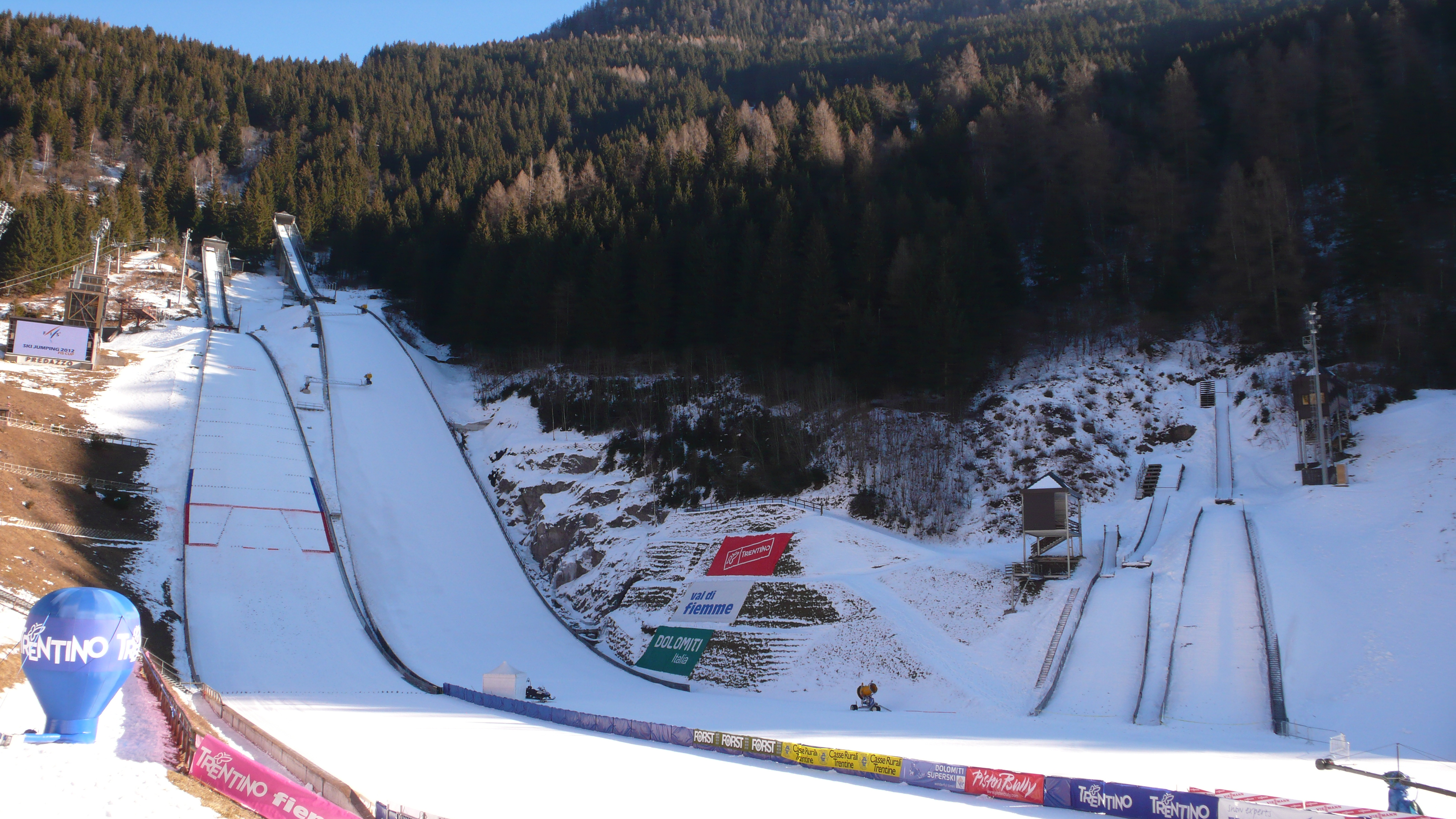
Panoramique de tous les templins du site
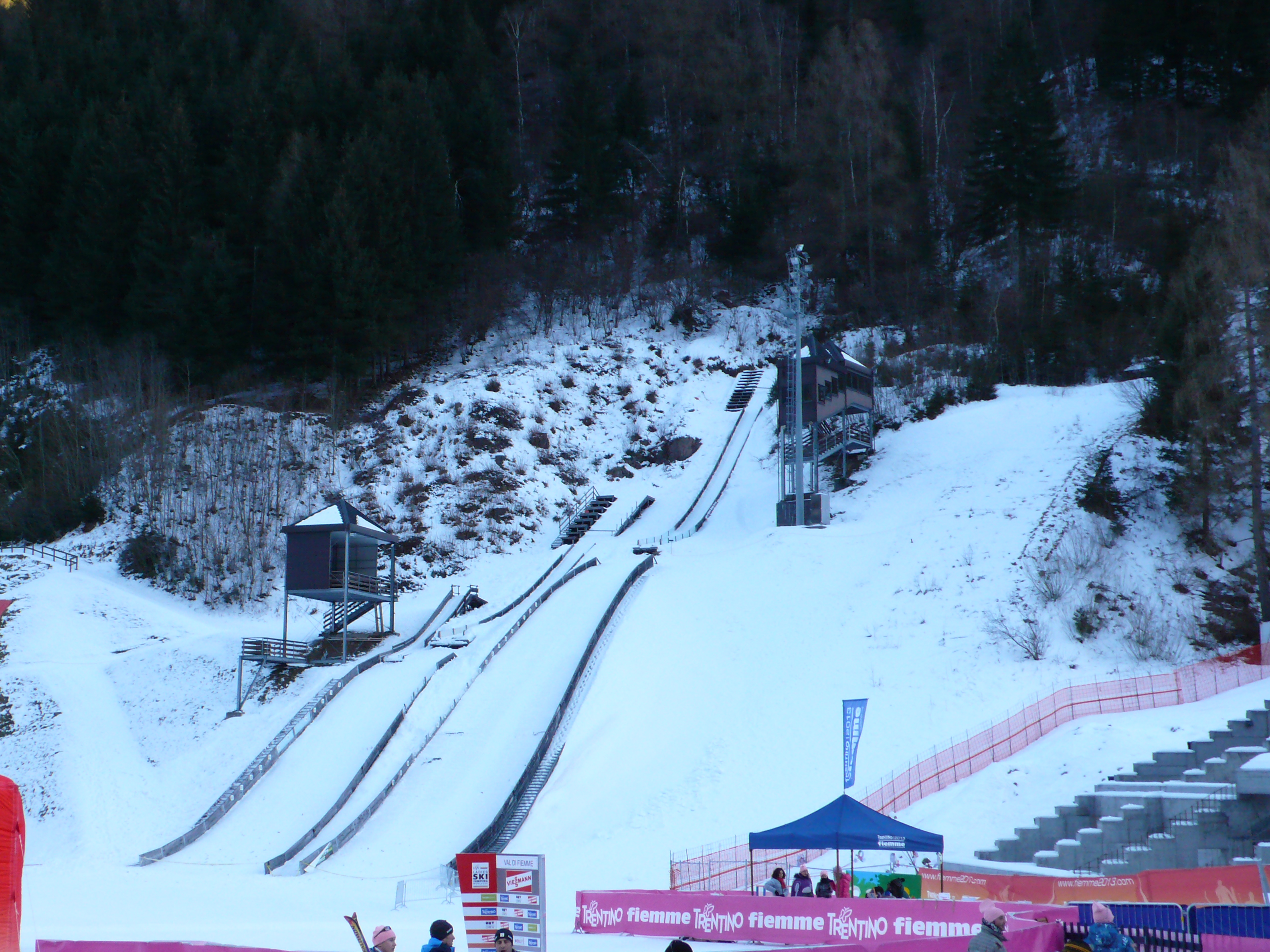
Les petits tremplins du site